# Tom Turner
Tom Turner (Woking, 5 maggio 1946) è un architetto inglese.

## Biografia
Architetto, designer paesaggista, urbanista e storico dell'architettura dei giardini, insegna progettazione del paesaggio, storia del giardino e sistemi di informazione geografica (conosciuti anche come GIS), presso la Università di Greenwich a Londra.
È un prolifico autore di libri e articoli sull'architettura dei giardini, di urbanistica  e sulla pianificazione del paesaggio in genere. E alcune delle sue pubblicazioni sono diventate opere di riferimento di queste discipline.
Nella pubblicazione: “Greenways, blueways, skyways and other ways to a better London  Landscape and Urban Planning”, ha teorizzato il termine Greenway definendolo come ‘'’un percorso piacevole dal punto di vista ambientale'’'. Lo stesso termine è stato utilizzato nella “Dichiarazione di Lille” del 2000,  dichiarazione dove sono state normate, da parte delle principali associazioni europee, le regole generali da seguire nella progettazione delle Greenway.
È anche membro del Landscape University e del Royal Town Planning Institute.

## Opere letterarie
- Suez Canal Regional Plan Volume 4 Environment, United Nations Development Programme, Cairo, 1977
- Landscape Design for the Middle East, capitolo The design of open space, curatori Jane Brown e Timothy Cochrane, RIBA Publications, 1978, ISBN 0-900630-68-X
- Colour Schemes for the Flower Garden, Preface to 1982 edition of Gertrude Jekyll's book (Antique Collectors Club, 1982)
- London's stylistic development Journal of Garden History 1982, Vol.2,  No.2, pp 175 188.
- Landscape planning: a linguistic and historical analysis of the term's use Landscape Planning  9, (1982/3) pp. 179 192.
- London Landscape Guide (Landscape Institute, 1983) with Simon Rendel.
- Landscape planning: the need to train specialists Landscape Planning 11 (1984) pp. 33 36.
- Comment on Philip Dearden "Factors influencing landscape preferences: an empirical investigation" Landscape Planning  12, (1985) pp 93 4.
- English Garden Design: history and styles since 1650, Antique Collectors Club, 1986, ISBN 0-907462-25-1
- Landscape Planning (Hutchinson Education, 1987). ISBN 0-09-164710-X
- Urban Parks The Landscape Institute, December 1992.
- Open space planning in London: from standards per 1000 to green strategy Town Planning Review October 64 (4) 1992 pp 365-386.
- GIS and the "Future of Planning" Planning Practice and Research Vol 9, No.4, pp 347–351 December 1994
- Greenways, blueways, skyways and other ways to a better London Landscape and Urban Planning 33 (1995) 269-282
- GIS and the rebirth of 'planning' Urban Studies Vol 1 No 1 autunno 1995
- River reclamation, with GIS Built Environment Vol 21 No 1, 1995
- Western Europe, current city expansion and the use of GIS, Robert Holden e Tom Turner, Landscape and Urban Planning 36 (1997) 315-326.
- City as landscape: a post-postmodern view of design and planning, Spons, 1996, ISBN 0-419-20410-5
- Public Open Space: planning and management with GIS, Greenwich University Press, 1998, ISBN 1-86166-100-2
- Landscape Planning and Environmental Impact Design, UCL Press, 1998, ISBN 1-85728-321-X
- Garden History, Reference Encyclopedia CD, 2002, ISBN 0-9542306-0-4
- Garden Design: Philosophy and Design 2000 BC-2000 AD, Routledge, 2005, ISBN 978-0415317498
- Asian Gardens: history, belief and design, Routledge, 2011, ISBN 978-0-415-49687-2
- European Gardens: History, Philosophy and Design, Routledge, 2011, ISBN 978-0-415-49684-1